# Underworld (Doctor Who)
Az Underworld a Doctor Who sorozat kilencvenhatodik rész, amit 1978. január 7.-e és 28.-a között vetítettek négy epizódban. Egyes felmérések szerint Tom Baker legrosszabb része.

## Történet
A Tardis az R1C-re, egy minyai űrhajóra érkezik. Az űrhajó a minyaiak elveszett génbankját megy felkutatni, amelyet egy másik rég elveszett űrhajó, a P7E fedélzetén volt. A P7E-t egy bolygó barlangrendszerében találják meg. A génbank őrzését azonban a P7E komputere túl komolyan veszi.

## Epizódok listája
| Epizódok sorszáma | Bemutató napja   | Hossza | Nézők száma (millió) |
| ----------------- | ---------------- | ------ | -------------------- |
| 1                 | 1978. január 7.  | 22:36  | 8.9                  |
| 2                 | 1978. január 14. | 21:27  | 9.1                  |
| 3                 | 1978. január 21. | 22:21  | 8.9                  |
| 4                 | 1978. január 28. | 22:53  | 11.7                 |

## Könyvkiadás
A könyvváltozatát 1980. január 24.-n adta ki a Target könyvkiadó.

## Otthoni kiadás
- VHS-n 2002 márciusában adták ki.
- DVD-n 2010. március 29.-n adták ki a Myths and Legends dobozban a The Time Monster (a harmadik Doktor idejéből) és a The Horns of Nimon részekkel együtt.
  - Az epizódot egyedileg Amerikában 2010. július 7.-n adták ki.

### Fordítás
- Ez a szócikk részben vagy egészben  az   Underworld_(Doctor_Who) című angol Wikipédia-szócikk fordításán alapul.  Az eredeti cikk szerkesztőit annak laptörténete sorolja fel. Ez a jelzés csupán a megfogalmazás eredetét és a szerzői jogokat jelzi, nem szolgál a cikkben szereplő információk forrásmegjelöléseként.